# Боррен, Тур
Артур Турман (Тур) Боррен (англ. Arthur Thurman (Thur) Borren, 5 июня 1949, Эйндховен, Нидерланды) — новозеландский хоккеист (хоккей на траве), полевой игрок. Олимпийский чемпион 1976 года.

## Биография
Тур Боррен родился 5 июня 1949 года в нидерландском городе Эйндховен.
Играл в хоккей на траве за «Юнивёрсити оф Кентербери» из Крайстчёрча под руководством тренера Сайрила Уолтера.
В 1969 году дебютировал в сборной Новой Зеландии.
В 1972 году вошёл в состав сборной Новой Зеландии по хоккею на траве на летних Олимпийских играх в Мюнхене, занявшей 9-е место. Играл в поле, провёл 8 матчей, мячей не забивал.
В 1976 году вошёл в состав сборной Новой Зеландии по хоккею на траве на летних Олимпийских играх в Монреале и завоевал золотую медаль. Играл в поле, провёл 7 матчей, забил 2 мяча (по одному в ворота сборных Пакистана и Нидерландов).
Тренировал университетскую хоккейную команду в Окленде. В 1989—1995 годах был членом правления Новозеландской федерации хоккея на траве. 
Занимался бизнесом. Был исполнительным директором промышленной компании Hellaby Holdings, директором Demi Holdings.

## Семья
Старший брат Тура Боррена Ян Боррен (род. 1947) также играл за сборную Новой Зеландии по хоккею на траве, участвовал в летних Олимпийских играх 1968 и 1972 годов. Два других брата Франк и Тон играли за «Юнивёрсити оф Кентербери».
Сын Хуго также играл в хоккей на траве.

## Увековечение
В 1990 году в составе сборной Новой Зеландии, выигравшей Олимпиаду, введён в Новозеландский спортивный Зал славы.